# Stenoloba robusta
Stenoloba robusta är en fjärilsart som beskrevs av Louis Beethoven Prout 1928. Stenoloba robusta ingår i släktet Stenoloba och familjen nattflyn. Inga underarter finns listade i Catalogue of Life.